# Šamši-Adad I.
Šamši-Adad I. oder Schamschi-Adad war König in Obermesopotamien am Ende der altassyrischen Zeit, wo er ein eigenes Reich errichtete. Seine genaue Datierung ist umstritten.

## Titel
Šamši-Adad nannte sich als erster Herrscher in Assyrien Šar kiššatim, „König des Universums“, dem Beispiel Sargons folgend. Weiterhin nannte er sich Statthalter Enlils, šakindEn-líl, der oberste Herr, der LUGAL kurkurra, Herr aller Länder, nach einer Tontafel aus Terqa auch Verkörperung von Dagān und issakku Aššurs.

## Geschichte
In der assyrischen Königsliste wird berichtet, dass er der Sohn des Ila-kabkabū war. Letzterer war ein auch aus anderen Quellen bekannter amurritischer Lokalfürst, dessen Machtzentrum in der Gegend von Terqa oder in Ekallatum vermutet wird. Ila-kabkabū war zunächst mit Jaggid-Lim von Mari verbündet. Als Jaggid-Lim jedoch Vertragsbruch beging, ging Ila-kabkabū erfolgreich militärisch gegen ihn vor. Diese Auseinandersetzungen dauerten auch noch unter Jaggid-Lims Nachfolger Jaḫdun-Lim an.

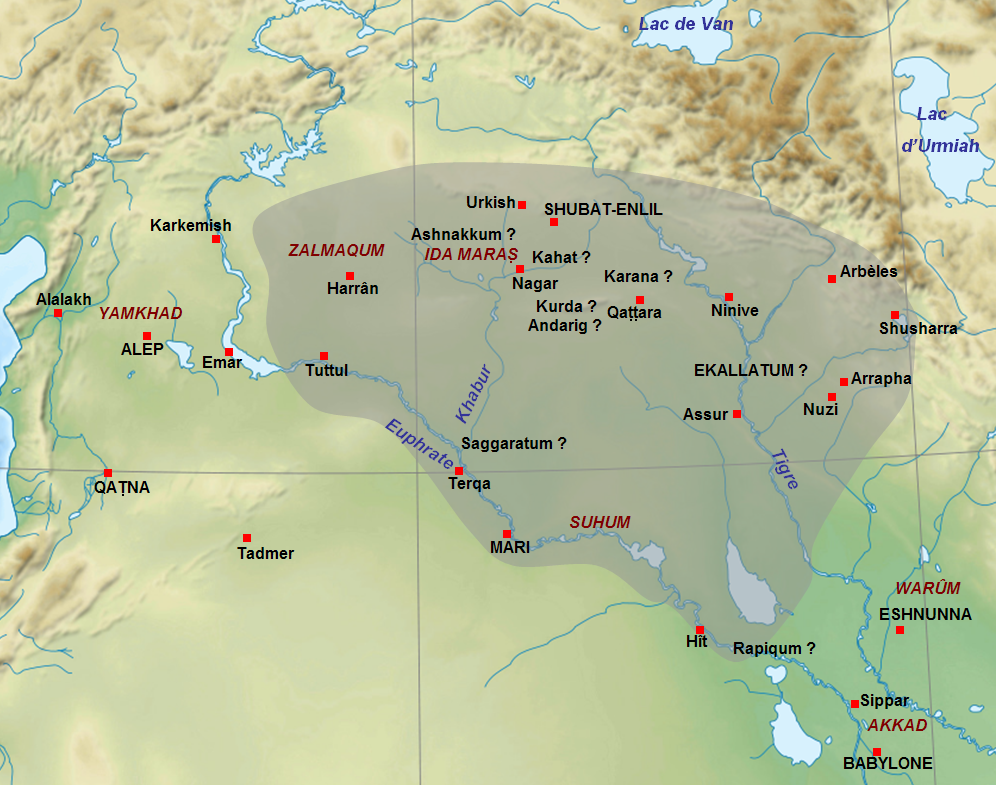
Das Altassyrische Reich unter Šamši-Adad I.

Es ist gemutmaßt worden, dass dieser Konflikt der Grund für die Flucht Šamši-Adads nach Babylon und der Impuls für seine folgenden Eroberungen war. Anderen Vermutungen zufolge war die Einnahme Ekallatums durch Narām-Sin von Ešnunna der Grund hierfür. Die assyrische Königsliste informiert uns über den Gang Šamši-Adads nach Babylon, Gründe nennt sie nicht. Da sein Herkunftsort unbekannt ist, waren Šamši-Adad und sein Vater vielleicht Nomadenführer.
In der Königsliste wird weiter berichtet, dass Šamši-Adad von Babylon aus Ekallatum eroberte, dort drei Jahre herrschte, dann gegen Aššur zog, den dortigen Herrscher Erišum II. absetzte und 33 Jahre lang Assyrien regierte.
Auch in der Folge tat sich Šamši-Adad als Eroberer hervor. So nahm er auch Terqa und den Erzrivalen Mari ein. In einer Inschrift gibt er vor, seine Herrschaft bis an das Mittelmeer ausgeweitet zu haben. Tatsächlich bestand sein Machtbereich jedoch aus Nordmesopotamien, nordöstlichen Gebieten Syriens sowie östlichen Teilen der heutigen Türkei. Zudem schloss er Bündnisse mit anderen Herrschern. Sein Kampf gegen Jamchad, den er gemeinsam mit Qatna ausfocht, blieb jedoch erfolglos.
Dem Kronprinzen Išme-Dagan I. übertrug Šamši-Adad große Verantwortung. Er wurde in Ekallatum als Vizekönig eingesetzt, mit einer Prinzessin aus Qatna verheiratet und musste nicht nur dem aggressiven Nomadenvolk der Turukkäer Paroli bieten, sondern auch Sirukduḫ von Elam und Dāduša von Ešnunna Widerstand leisten. Dieser Koalition konnte er nach dem Tode Šamši-Adads nicht mehr lange standhalten, obgleich er versuchte, die von seinem Vater geerbten Verbindungen zu Babylon zu nutzen und sich an den erstarkenden Hammurabi von Babylon anzulehnen.
Išme-Dagans jüngerer Bruder Jasmaḫ-Addu wurde von Šamši-Adad in Mari als zweiter Vizekönig eingesetzt. Ein großer Teil seiner Korrespondenzen mit seinem Vater ist in den Archiven von Mari geborgen worden. Šamši-Adad ist deshalb eine der am besten bezeugten Personen seiner Epoche. Zimri-Lim konnte Mari und Terqa zum Ende der Regierungszeit Jasmaḫ-Addus wieder zurückerobern.

## Bauten
Am älteren Tempel des Gottes Aššur in der gleichnamigen Stadt ließ Šamši-Adad umfangreiche Baumaßnahmen durchführen. Eine Bau-Inschrift des Salmanasser III. vom Assurtempel Ehursakurkurra berichtet: „Als Ehursakurkurra, der Tempel von Aššur, meinem Herrn, den Ušpia, mein Ahne, Priester des Aššur, vor Zeiten erbaut hatte, baufällig geworden war, stellte ihn mein Ahne Ērišum I., Priester des Assur wieder her.“ Nach 150 Jahren war der Tempel wiederum baufällig, und Šamši-Adad, Priester des Aššur, stellte ihn wieder her. Danach verstrichen 580 Jahre bis zu einer erneuten Wiederherstellung durch Salmanasser III. Zudem errichtete Šamši-Adad in Aššur dem (von ihm mit Aššur gleichgesetzten) Enlil eine große Zikkurat, wie er schreibt, aus Dankbarkeit dafür, dass der Enlil von Nippur ihn zum Herrscher berufen habe. Dennoch wurde nicht Aššur, sondern Šeḫna seine Residenz, das er symbolträchtig in Šubat-Enlil (akkadisch für „Wohnstatt des Enlil“) umbenannte.
Nach einer in Terqa gefundenen Tontafel renovierte er auch den dortigen Dagan-Tempel.

## Chronologie
Unter der Herrschaft von Šamši-Adad wurde vermutlich die assyrische Königsliste zusammengestellt, um seine Herrschaft zu legitimieren. Sie wurde dann unter späteren Herrschern weitergeführt. Die Herrscher 1–17 zeigen teilweise Ähnlichkeiten zu der Genealogie von Ammi-saduqa von Babylon und geht vielleicht auf eine gemeinsame amurritische Überlieferung zurück. Die Herrscher 17–26 der Königsliste stellen die Genealogie Šamši-Adads dar. Šamši-Adad starb nach dem 10. Regierungsjahr des Hammurabi, meist wird das 17. palu angenommen. Der Tod kann daher nach den verschiedenen Chronologien auf die Jahre 1680/1712/1776 v. Chr. datiert werden.